# 1791
Évszázadok: 17. század – 18. század – 19. század
Évtizedek: 1740-es évek – 1750-es évek – 1760-as évek – 1770-es évek – 1780-as évek – 1790-es évek – 1800-as évek – 1810-es évek – 1820-as évek – 1830-as évek – 1840-es évek
Évek: 1786 – 1787 – 1788 – 1789 –  1790 – 1791 – 1792 – 1793 – 1794 – 1795 – 1796

## Események

### Határozott dátumú események
- március 4. – Vermont 14. államként csatlakozik az USA-hoz.[1]
- március 11. – Az erdélyi román püspökök átadják a királynak a Supplex libellus Valachorum című kérvényt.[2]
- május 3. – A lengyel nagy szejm megalkotja a májusi alkotmányt.[3]
- június 10. – A brit parlament elfogadja az 1791-es alkotmányossági törvényt, kettéválasztva a régi Québec tartományt Felső- és Alsó-Kanadára.[4]
- június 20–22. – XVI. Lajos francia király és családja elmenekül a fővárosból, de Varennes-ben letartóztatják és visszakísérik őket Párizsba.[5]
- július 14. – A francia forradalom évfordulóján Birminghamben zavargások(wd) törnek ki; a tömeg felgyújtja Joseph Priestley házát.[6]
- július 17. – A Mars-mezei sortűz Franciaországban.[7]
- szeptember 14. – XVI. Lajos szentesíti az ún. 1791-es alkotmányt.[8]
- október 1. – Franciaországban összeül a törvényhozó nemzetgyűlés(wd).[9]
- december 15. – Az USA elfogadja a Bill of Rights néven ismert jognyilatkozatot.[10]
- december 23. – II. Katalin orosz cárnő kijelöli a zsidók számára a „tartózkodási övezeteket”.[11]

### Határozatlan dátumú események
- az év folyamán – Kolozsváron elkezdődik az Erdélyi Magyar Nyelvmívelő Társaság szervezése Aranka György vezetésével.[12]

## Az év témái

### 1791 a művészetben
- szeptember 30. – Bécsben bemutatják Wolfgang Amadeus Mozart A varázsfuvola című operáját.[13]

### 1791 a tudományban
- március 26. – A francia nemzetgyűlés elfogadja a Francia Természettudományi Akadémia jelentését a méterrendszer kidolgozásával kapcsolatban.[14]
- Nicolas Leblanc nagyipari szódagyártási eljárást talál fel.[15]

## Születések
- január 15. – Franz Grillparzer osztrák költő († 1872)
- január 16. – Henryk Dembiński (magyarosan Dembinszky Henrik) lengyel gróf, a lengyel szabadságharc altábornagya, az 1848–49-es magyar szabadságharc honvédaltábornagya († 1864)
- február 21. – John Mercer kémikus, iparos († 1866)
- április 27. – Samuel Morse amerikai feltaláló († 1872)
- június 11. – Marics Ferenc szlovén tanító, kántor, egyházi énekek szerzője († 1844 után)
- augusztus 3. – Maderspach Károly kohómérnök († 1849)
- szeptember 14. – Franz Bopp német nyelvész, az összehasonlító nyelvtudomány egyik megalapítója († 1867)
- szeptember 21. – Széchenyi István politikus, író († 1860)
- szeptember 22. – Michael Faraday angol tudós, fizikus († 1867)
- szeptember 23. – Johann Franz Encke német csillagász († 1865)
- szeptember 25. – Markó Károly festőművész, a magyar tájképfestészet iskolateremtő mestere († 1860)
- november 11. – Katona József író († 1830)
- november 29. – Bajzáth György András magyar királyi tanácsos és országgyűlési követ († 1869)
- november 30. – Lamberg Ferenc Fülöp osztrák államférfi, tábornok († 1848)
- december 7. – Novák Ferenc szlovén író, népdalgyűjtő († 1836)
- december 26. – Charles Babbage angol matematikus, a számítógép feltalálója († 1871)

## Halálozások
- március 2. – John Wesley anglikán lelkész, a metodizmus alapítója (* 1703)
- április 2. – Honoré-Gabriel Riquetti de Mirabeau francia politikus és forradalmár, szabadkőműves, író, diplomata, újságíró[8] (* 1749)
- május 9. – Francis Hopkinson amerikai író, a függetlenségi nyilatkozat egyik aláírója (* 1737)
- augusztus 28. – Born Ignác magyarországi származású osztrák geológus, felvilágosult tudós, udvari tanácsos (* 1742)
- október 1. – Fabri Ferenc jezsuita rendi pap, tanár, költő (* 1726)
- november 5. – Giuseppe Bardarini (magyarosan Bardarini József), magyar jezsuita szerzetes, tanár (* 1708)
- december 5. – Wolfgang Amadeus Mozart osztrák zeneszerző, karmester (* 1756)

## Uralkodók/elnökök
- Kína – Csien-lung kínai császár, Csing-dinasztia (uralkodott: 1735–1796)